# Pedro de Coimbra, Condestável de Portugal
Pedro de Coimbra , também chamado D. Pedro de Portugal ou D. Pedro de Avis (1429 — Granollers, 29 de junho de 1466), filho de D. Pedro, Infante de Portugal e Duque de Coimbra, e de sua mulher Isabel de Urgel. Foi 5.º Condestável de Portugal e 5.º Administrador da Ordem de Avis.
Posteriormente, durante a guerra dos catalães contra João II de Aragão, foi proclamado Conde de Barcelona pelo Conselho de Cento, e intitulou-se ainda Rei de Aragão (como Pedro V) e de Valência (como Pedro III) e Conde de Barcelona (como Pedro IV), além de Senhor de Maiorca e Cerdanha.
Na Catedral de Barcelona conserva-se a sua espada que é considerada uma das mais belas do mundo.

## Biografia
D. Pedro era filho do Infante D. Pedro, Duque de Coimbra e Regente de Portugal, e de Isabel de Urgel, filha de Jaime II de Urgel, um dos pretendentes ao trono catalão.
Em 1443, enquanto o seu pai era Regente de Portugal, D. Pedro foi nomeado Condestável de Portugal, tornando-se assim, na máxima autoridade militar do reino, a seguir ao Rei.
Em 1444 foi também nomeado Mestre da Ordem de Avis.
Em 1448, ao atingir D. Afonso V a maioridade, o seu pai deixa a Regência. O novo Rei, influenciado por D. Afonso, Duque de Bragança, inimigo político do Infante D. Pedro, e cujo filho, o Conde de Ourém, esperava tornar-se ele o Condestável, no lugar de D. Pedro, anula todas as leis promulgadas durante a regência do pai deste. Estes desentendimentos vão levar à Batalha de Alfarrobeira, em que morre o Infante D. Pedro, e ao exílio em Castela do seu filho, onde viveu como escritor.
Em 1454, D. Pedro reconcilia-se tanto com D. Afonso V como com D. Afonso de Bragança, regressando a Portugal e recebendo de volta todos os seus bens e cargos.
Aconselha o Rei sobre a política marroquina e, em 1458, auxilia  a tomar a cidade  de Alcácer Ceguer e, em 1460, a de Tânger.

### Aclamação na Catalunha

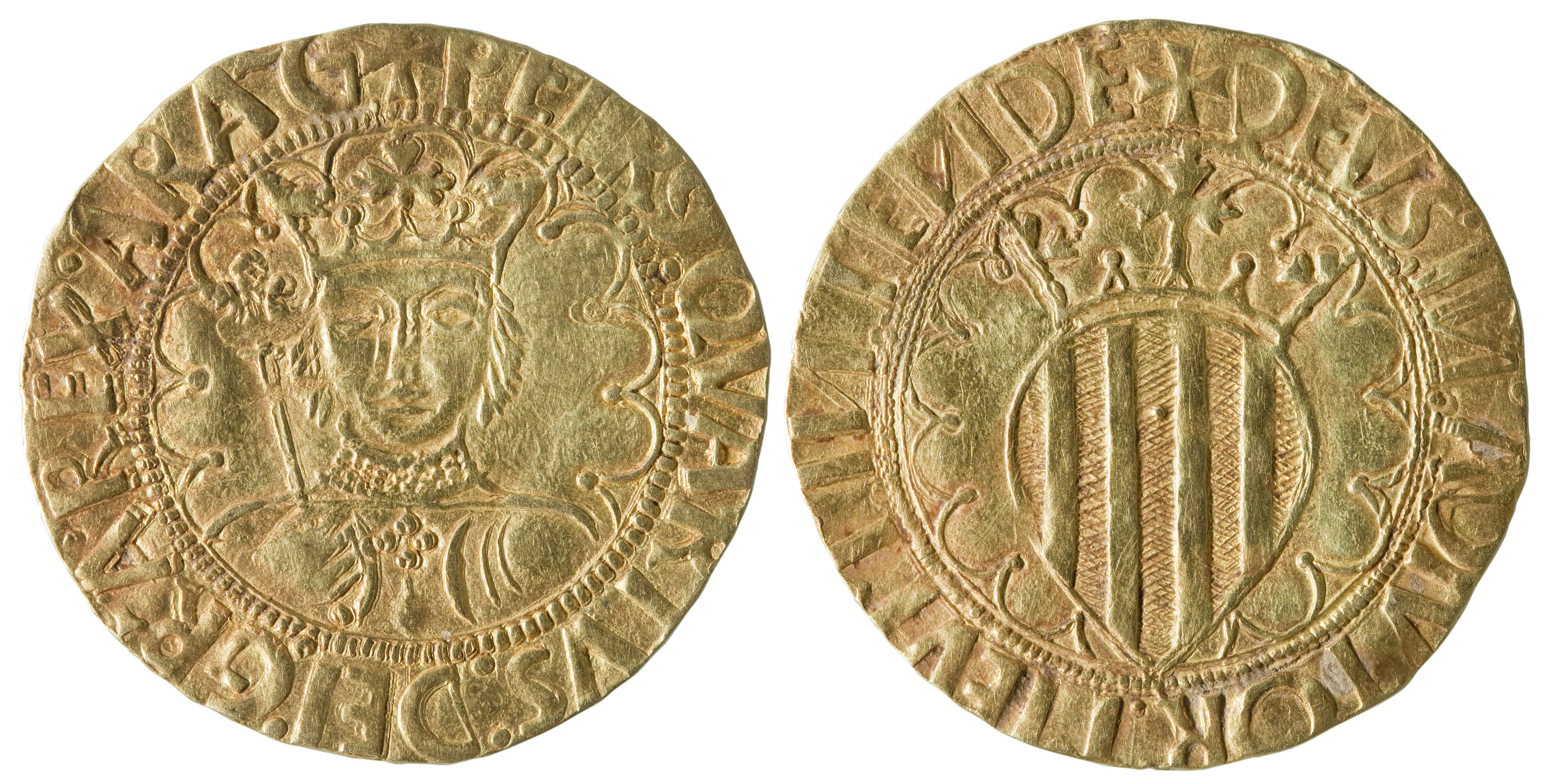
O pacífico de ouro, moeda cunhada por D. Pedro em Barcelona

Em 1463, as instituições catalãs (Generalidade e Conselho de Cento), que se encontravam em guerra civil contra João II de Aragão, oferecem a D. Pedro a direcção da luta. D. Pedro é então proclamado Conde de Barcelona pelo Conselho de Cento, e intitula-se mesmo rei de Aragão.

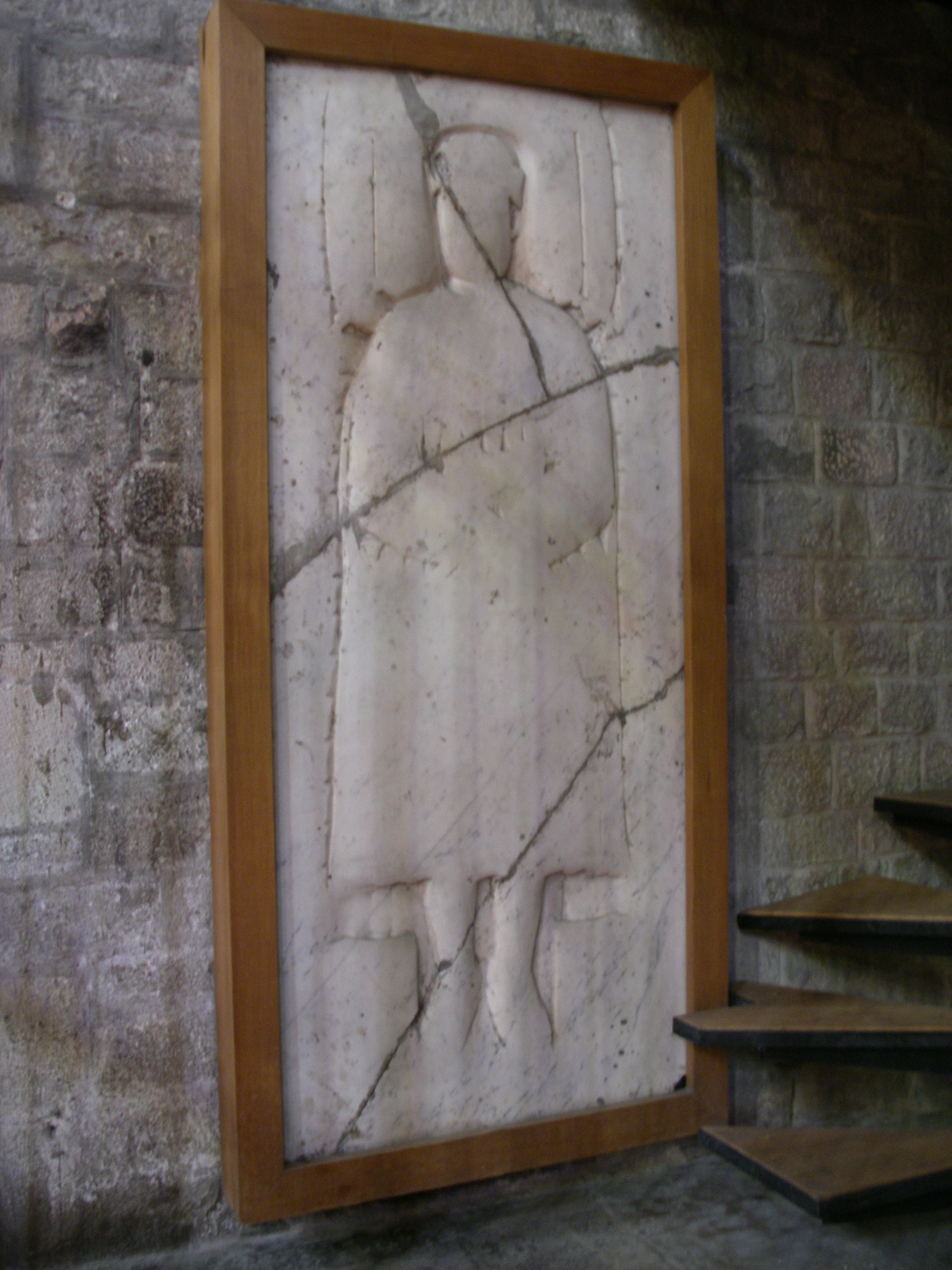
Lápide tumular de D. Pedro de Portugal na igreja de Santa Maria do Mar, em Barcelona

Depois de vários reveses militares, e passados apenas três anos da sua chegada, em 29 de Junho de 1466, D. Pedro acaba por morrer de doença (alguns historiadores afirmam que morreu envenenado), na localidade de Granollers, no palácio de João de Montbuy, estando sepultado na Igreja de Santa Maria do Mar em Barcelona.
O seu mote era Paine pour joie.
Ordenou um novo retábulo para a capela do Palácio Real, em Barcelona: o retábulo da Epifania do Senhor, também chamado "retábulo de o Condestável", estando aí retratado, obra-prima do pintor catalão Jaume Huguet (1464-1465) (Museu de História de Barcelona).

## Obra literária
Aquele a quem o Marquês de Santilhana dirigiu a sua célebre Carta, foi autor, entre outros trabalhos literários: duma novela alegórica em prosa, a Sátira de Felice e Infelice Vida, que terminava com uma extensa poesia (D. Pedro redigiu-a em português antes de lhe dar a forma final, em castelhano); das Coplas del Comtempto del Mundo, em verso de arte maior; e da Tragédia de la insigne Reina Doña Isabel, em prosa e em verso.
Igualmente Margarida Sérvulo Correia, na sua dissertação de Mestrado, mais tarde editada em livro, sugeriu que teria ele, refugiado em Castela desde 1449 e por lá frequentador dos círculos literários cortesãos, que encomendou o Libro del Infante Don Pedro de Portugal, tal como encomendou e escreveu ele mesmo outras obras em que se exaltava o pai e a dinastia a que ambos pertenciam.